# Papa João X
João X (Borgo Tossignano, c. 860 – Roma, c. 28 de maio de 928) foi o 122.º Papa da Igreja Católica, de março de 914 a 28 de maio de 928. Seu nome de batismo era Giovanni di Tossignano.
Foi bispo de Bolonha e arcebispo de Ravena. Sua eleição foi marcadamente influenciada por Alberico I de Espoleto, conde de Túsculo e esposo de Marózia, genro, portanto, de Teofilato I e Teodora, a Maior, que dominavam Roma. Dessa circunstância aproveitaram-se os inimigos (que eram vários), notadamente o cronista Liuprando de Cremona, e muitos outros, para infamarem a amizade existente entre João X e várias senhoras de famílias influentes da cidade eterna (e que, não eram nem um pouco virtuosas). 
João X foi um papa enérgico e independente. Havia já 30 anos que os Sarracenos desolavam o sul da Itália. Destruíram os grandes mosteiros de Subiaco e de Farfa, este defendido heroicamente sete anos pelo abade Pedro. Assaltavam os peregrinos, que iam a Roma, vendendo-os como escravos. Nem o rei Berengário, nem os duques conseguiam expulsar os infiéis. 
Coroou Berengário imperador, em Roma (915), armou uma poderosa liga entre os duques e, auxiliado pela esquadra bizantina, expulsou os Sarracenos para sempre. O ambicioso Alberico I, que comandara as tropas, excitou uma revolução, na qual morreu combatendo. O rei de Borgonha atacou Berengário e os Húngaros invadiram de novo a Itália. Marózia casou com Guido da Toscânia, com cujas tropas atacaram Roma, fez trucidar o comandante pontifício, Pedro, o irmão do Papa, ante os olhos deste!
O enérgico pontífice foi atirado a uma prisão, pelos partidários de Marózia, a cujos planos ambiciosos contrastara. Ali morreu de fome ou de ansiedade, um ano depois. Sua morte, embora mísera, é um desmentida às calúnias de Liuprando. A versão da morte por asfixia é muitíssimo pouco confiável, visto que foi escrita por Liuprant, um "historiador" conhecido por seu ódio a Roma. João X, apesar das lutas, cuidou muito da conversão dos Bárbaros e da reconstrução de mosteiros.